# Short View of the Immorality and Profaneness of the English Stage

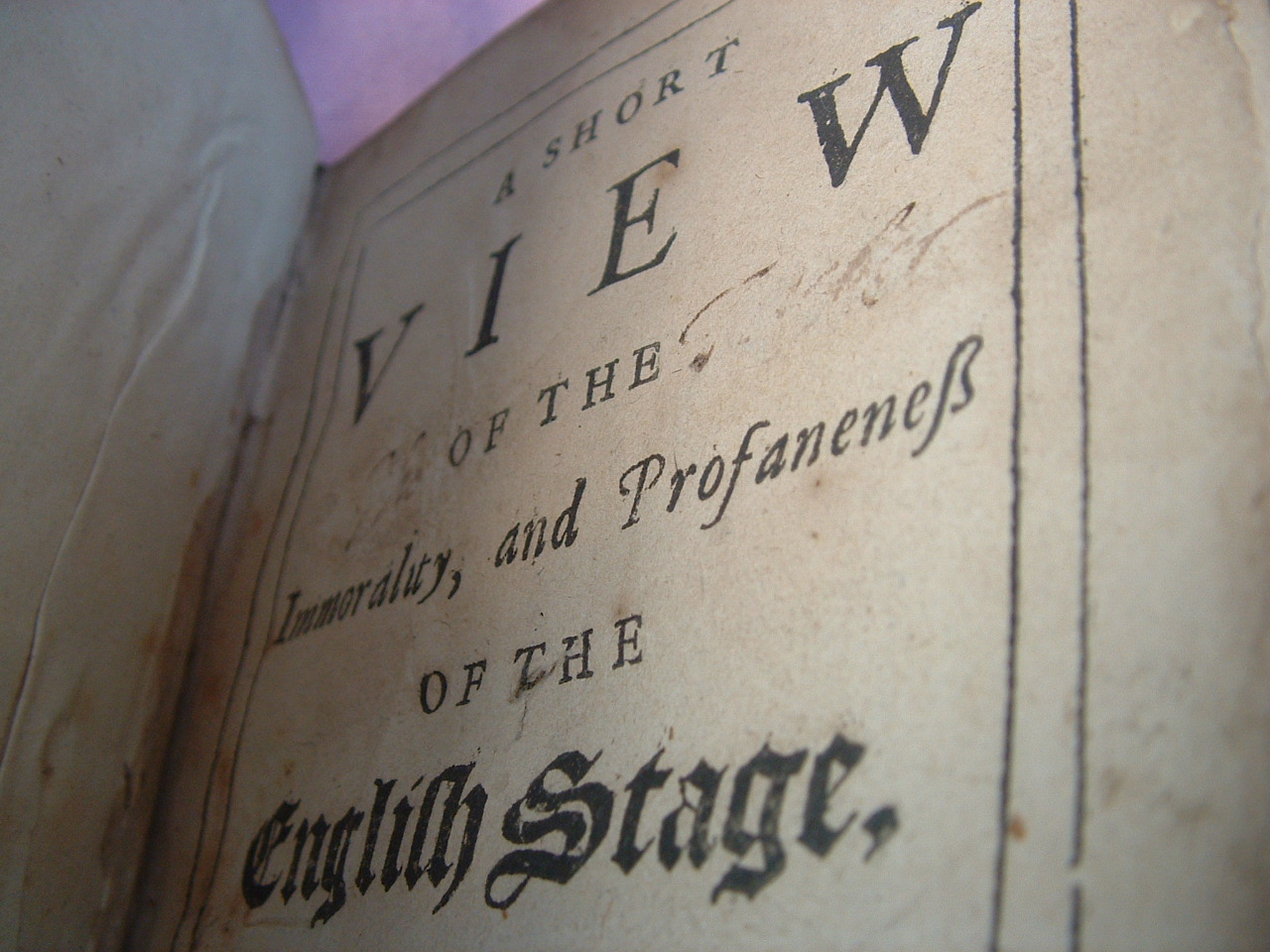
Première page de Short View de Collier's.

Jeremy Collier publia son pamphlet contre le théâtre, Short View of the Immorality and Profaneness of the English Stage (en français Coup d'œil sur l'immoralité du théâtre anglais), en mars 1698.
Dans ce pamphlet, Collier s'attaque à un certain nombre de dramaturges, comme William Wycherley, John Dryden, William Congreve, John Vanbrugh, et Thomas d'Urfey. Dans cette attaque, Collier vise des comédies plutôt récentes et plutôt populaires de la scène londonienne. Il accuse les auteurs d'impiété, de blasphème, d'indécence et de saper la moralité publique en présentant le vice sous un aspect sympathique.
Collier commence son pamphlet avec sa conclusion : « Rien n'a davantage débauché notre siècle que les théâtres et leurs auteurs ». Poursuivant son analyse dans les moindres détails, en dépit du titre, il affine son affirmation. Pour Collier, l'immoralité vient de l'absence de justice de la comédie de la Restauration. Après avoir lu minutieusement et exhaustivement ces ouvrages, il juge les personnages de ces comédies impies et vicieux, et il condamne leurs créateurs, les auteurs, de ne pas punir les « méchants ». Comme le titre le suggère, Collier accuse les auteurs d'impiété, étayant ses allégations avec un certain nombre de citations tirées de pièces, comme L'Épouse outragée et La Rechute ou la Vertu en danger. Pourtant, la plupart de ces accusations sont légères, du moins d'après nos standards actuels. Collier ne peut donner bien sûr aucun exemple de véritables blasphèmes, car, à cette époque, ils n'étaient permis ni sur scène, ni sur papier. La stratégie de Collier est néanmoins novatrice, pour ne pas dire efficace, pour son temps. Avant A Short View of the Immorality and Profaneness of the English Stage, la plupart des pamphlets anti-théâtre n'étaient guère que des diatribes fades, comme l'Histriomastix de William Prynne en 1633, alors que Collier, avec ses techniques novatrices, met en examen de manière intelligible l'ensemble du théâtre de la Restauration.
À la suite de cette publication, une guerre de pamphlets se déclencha, pour ou contre Collier, qui s'étendit, mais de manière plus sporadique, jusque vers 1726. En 1698, John Dennis, un critique anglais, écrivit un pamphlet intitulé The Usefulness of the Stage (« L'Utilité de la scène »). Alors que John Vanbrugh ne prenait guère au sérieux les attaques contre ses pièces, il riposta avec esprit en 1698 par A Short Vindication of The Relapse and The Provok'd Wife From Immorality and Prophaneness (« Une courte justification des accusations d'immoralité et d'impiété de L'Épouse outragée et de La Rechute »). Dans ce pamphlet, Vanbrugh accuse Collier d'être plus fâché par les descriptions peu flatteuses des hommes d'église que par les véritables blasphèmes. De son côté, William Congreve prit plus sérieusement les attaques contre ses pièces et réfuta en 1698 les allégations de Collier dans sa réponse Amendments of Mr. Collier's False and Imperfect Citations (« Rectifications des citations fausses ou imparfaites de monsieur Collier »). D'autres auteurs préférèrent donner leur réponse sur scène comme Thomas d’Urfey. Dans sa pièce, Campaigners (1698), d’Urfey fait incidemment des commentaires sur  les restrictions sévères imposées par Collier à la scène. Collier ripostera par sa Defence of the Short View plus tard, en 1699, et Edward Filmer continuera à défendre en 1707 le théâtre de la Restauration par son A Defence of Plays.

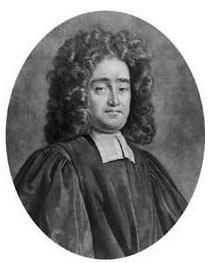
Jeremy Collier vers 1690.

Pourtant, à la fin du XVIIe siècle, le style comique de la Restauration fléchissait : la présentation satirique de la vie en Angleterre avait cédé le pas au portrait sentimental, qui débuta en 1696 par le Love's Last Shift de Colley Cibber. A Short View of the Immorality and Profaneness of the English Stage n'a fait que marquer l'opposition croissante du public à l'impudence réelle ou forcée des pièces jouées depuis trente ans. Collier écrit dans l'introduction : « Le rôle de ces spectacles est de recommander la vertu et de désapprouver le vice ». Mais le dramaturge de la Restauration ne comprend pas ainsi sa fonction ; dans la dédicace du The Double-Dealer (1693), Congreve écrit : « C'est le rôle du poète comique de peindre les vices et les folies du genre humain ». Congreve laisse entendre que le propos de l'auteur comique est de montrer les vices et les folies de la société afin de les corriger. Collier, lui, préfère que ses restrictions soient imposées à la comédie, voir, par exemple, ses définitions néoclassiques rigoureuses de la bienséance dramatique. En pensant ainsi, il suit la même démarche morale gauchie, que l'on retrouve chez d'autres critiques, qui ont imposé la loi de la justice poétique aux tragédies. Voir, par exemple, Thomas Rymer et son A Short View of Tragedy (1693).
On crédite souvent Short View of the Immorality and Profaneness of the English Stage d'avoir renversé le goût pour la comédie de la Restauration, sexuellement explicite. Mais le goût du public avait déjà commencé à changer ; son pamphlet ne fit qu'aller dans le sens du courant. La vérité était que la comédie de la Restauration avait fait son temps, usée par des facteurs extérieurs, tels que la Glorieuse Révolution et l'aversion de Guillaume III et de Marie II pour le théâtre. Peut-être que le signe le plus flagrant vint du « nolle sequitur » (ordonnance de classement), accordé par Guillaume III à Collier pour son Short View of the Immorality and Profaneness of the English Stage.